# جوكرت

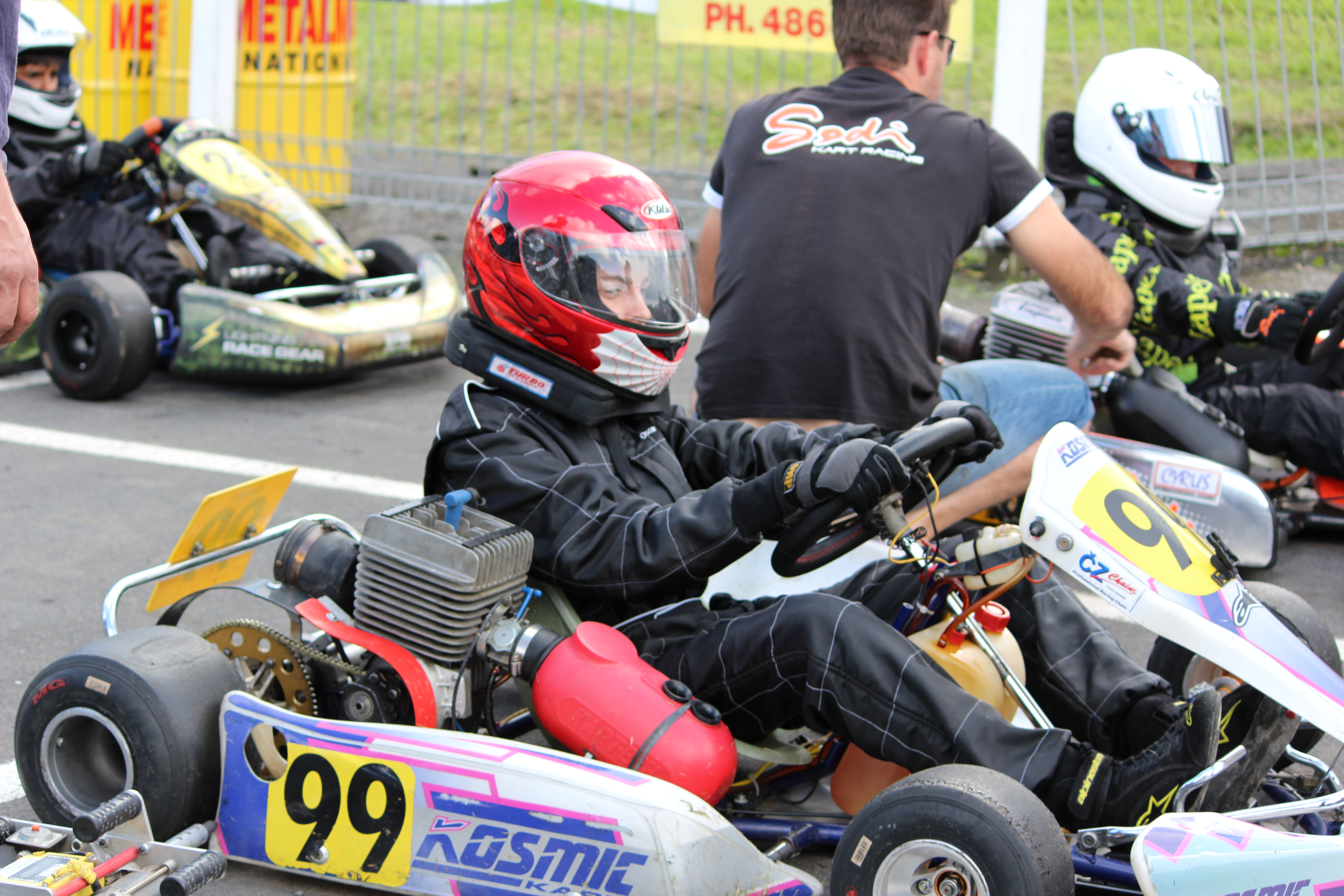

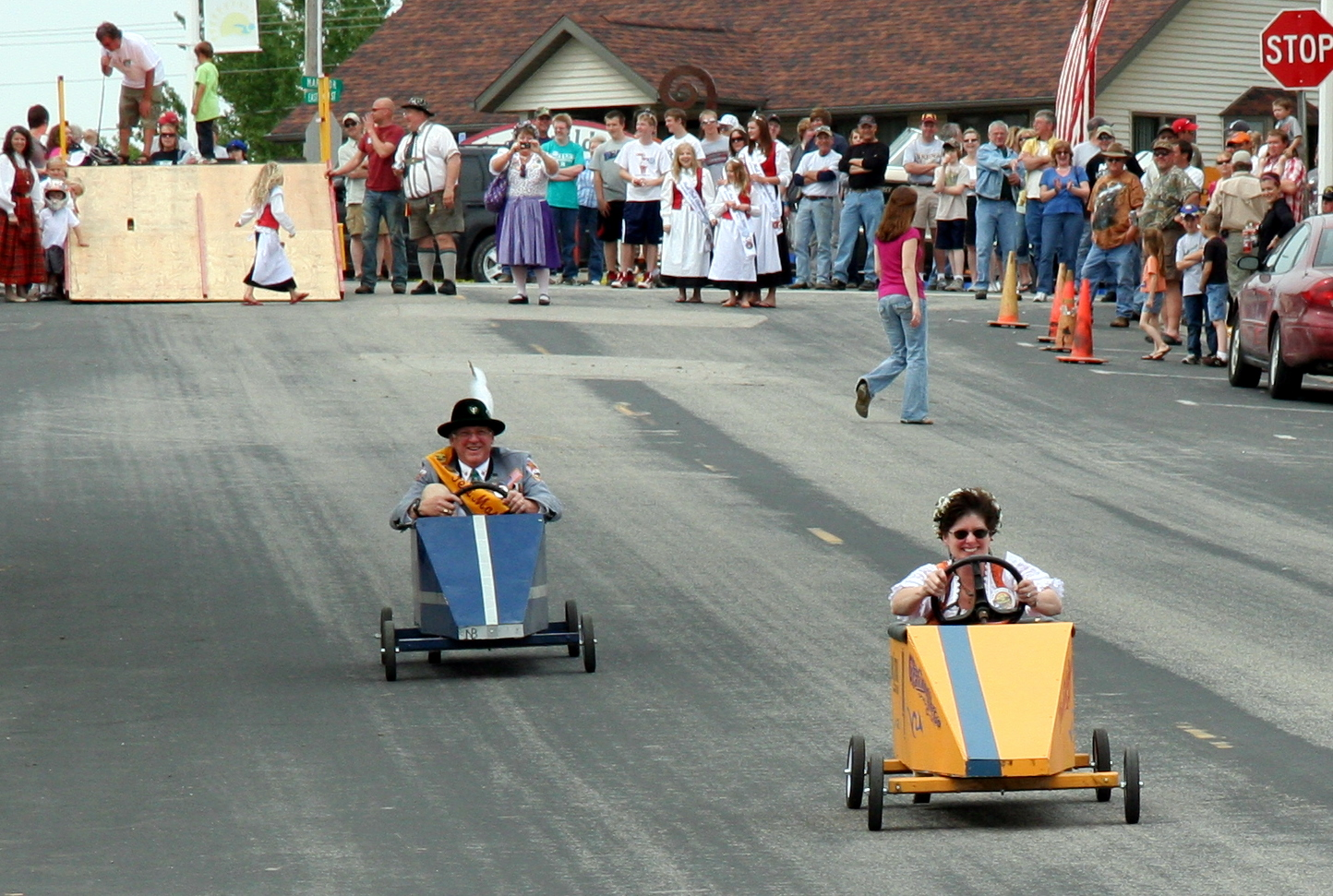

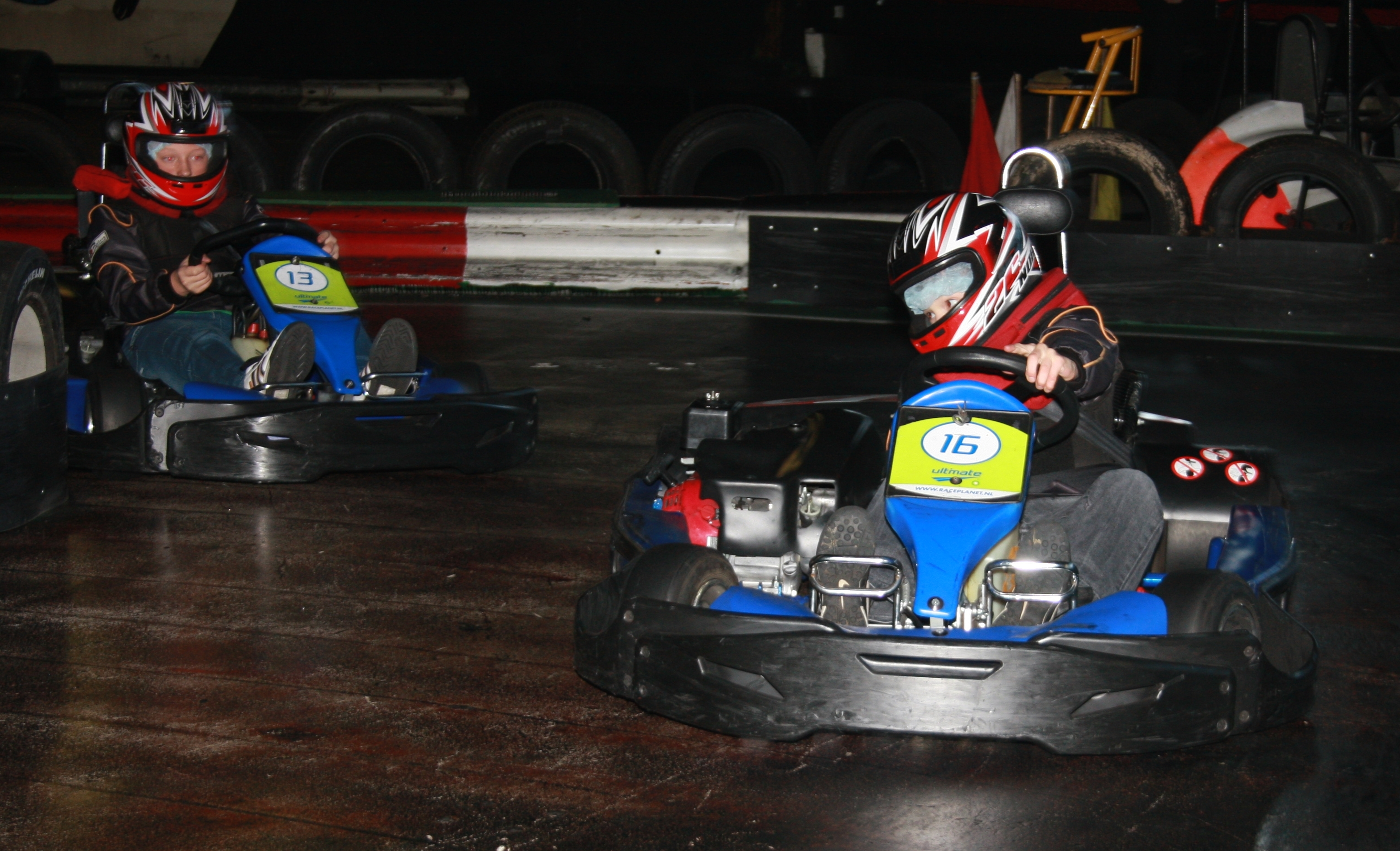
تأجير جوكرت في الصالة

الجَوْكَرت هي نوع من السيارات الرياضية أو السيارة ذات العجلات المغلقة أو السيارة ذات مقعد أو الرباعية. تُصمم عربات الجوكرت في جميع الأشكال من النماذج غير الآلية إلى عربات السباق عالية الأداء. سباق الكرت هو نوع من السباقات تستخدم فيه الجوكرت. اخترع آرت إنجلز أول سيارة صغيرة في لوس أنجلوس عام 1956.